# Осирик
Осирик (фр. Aussurucq) насеље је и општина у југозападној Француској у региону Аквитанија, у департману Атлантски Пиринеји која припада префектури Олорон Сен Мари.
По подацима из 2011. године у општини је живело 252 становника, а густина насељености је износила 5,35 становника/km². Општина се простире на површини од 47 km². Налази се на средњој надморској висини од 209 метара (максималној 1.284 m, а минималној 191 m).

## Демографија
| 1962. | 1968. | 1975. | 1982. | 1990. | 1999. | 2011. |
| ----- | ----- | ----- | ----- | ----- | ----- | ----- |
| 379   | 347   | 289   | 293   | 274   | 254   | 252   |

График промене броја становника у току последњих година